# Zlock
Zecurion Zlock — программное обеспечение для защиты от утечек конфиденциальной информации путём разграничения прав доступа пользователей к внешним и внутренним устройствам компьютера и к локальным и сетевым принтерам. Zecurion Zlock относится к семейству IPC/DLP-систем и позволяет архивировать распечатываемые на принтерах документы и файлы, записываемые на USB-, CD-, DVD-носители и другие устройства.
Выпускает данный продукт российская фирма Zecurion (бывш. SecurIT).

## Основные возможности
Zlock позволяет разграничивать доступ с учётом следующих параметров:
- Пользователь или группа пользователей, на которых будет действовать политика доступа.
- Группа, тип устройств или конкретное устройство (серийный номер, тип устройства, код производителя, драйвер и пр.), к которым будет применяться политика доступа.
- Нахождение компьютера в сети или за её пределами.
- Постоянный или одноразовый доступ.
- Полный доступ, запрет или доступ только на чтение.
- Дата и время доступа.
- Архивирование печати или записи.

### Контролируемые устройства
- любые USB-устройства — flash-накопители, цифровые камеры и аудиоплееры, карманные компьютеры и т. д.;
- локальные и сетевые принтеры;
- внутренние устройства — контроллеры Wi-Fi, Bluetooth, IrDA, сетевые карты и модемы, FDD-, CD- и DVD-дисководы, жесткие диски;
- порты LPT, COM и IEEE 1394;
- любые устройства, имеющие символическое имя.

## Особенности
- разграничение доступа пользователей и групп пользователей к любым устройствам и портам ввода-вывода;
- создание «белых» списков устройств (разрешены только устройства из списка, все остальные — запрещены);
- превентивное теневое копирование (архивирование) всех записываемых данных и распечатываемых документов;
- журналирование всех действий пользователей с устройствами и с файлами/документами;
- централизованное хранение и аудит данных теневого копирования и журналирование с поддержкой технологий XML, MS SQL, Oracle Database и пр.;
- удаленное управление, развертывание и аудит с помощью собственной консоли Zconsole, которая также позволяет управлять Zgate, Zserver Suite и другими решениями класса IPC;
- удаленное управление и развертывание через групповые политики домена;
- поддержка работы в рабочих группах;
- предоставление временного доступа к любому устройству для пользователей и компьютеров по телефону, когда нет возможности удаленного подключения;
- постоянный мониторинг агентов на рабочих станциях;
- защита агентов от отключения обычными пользователями и контроль их целостности;
- построение графических и текстовых отчетов с возможностью настройки.